# Cúspide (astrologia)
Na astrologia, uma cúspide é a linha imaginária que separa um par de signos consecutivos no zodíaco ou casas no horóscopo.
Como o disco solar tem um diâmetro de aproximadamente meio grau, é possível que o Sol ultrapasse a cúspide enquanto se move pelo céu. Quando isso ocorre no momento do nascimento, diz-se que tal pessoa "nasceu na cúspide" e alguns acreditam que sua vida é influenciada pelas características de ambos os signos. Por exemplo, se um indivíduo nasceu quando o Sol (por convenção, o ponto no centro do disco solar) estava localizado a 29 graus e 50 minutos de Gêmeos, então pode-se dizer que ele nasceu na cúspide de Gêmeos e Câncer. Grande parte do disco solar estava, na verdade, em Câncer, embora o centro estivesse em Gêmeos.
Embora o termo "cúspide" seja universalmente usado para designar os limites dos signos, nem todos os astrólogos concordam que um objeto possa ser incluído em mais de um signo. Muitos consideram relevante apenas a localização do centro do Sol, que deve estar inteiramente num signo, e descreveriam o Sol natal no exemplo como simplesmente estando em Gémeos. Se os últimos graus de Gêmeos tivessem um caráter semelhante ao de Câncer, eles descreveriam isso simplesmente como a natureza daquela parte de Gêmeos, em vez de alguma influência que transborda do próximo signo. Para descobrir a sua verdadeira localização do Sol, você deve descobrir a hora do seu nascimento. Isso lhe dará uma descrição precisa do signo do Sol no minuto em que você nasceu; esse será o seu sinal correto.
Por outro lado, os astrólogos que consideram os objetos "na cúspide" significativamente diferentes dos objetos inteiramente em um signo podem aplicar tal descrição mesmo quando nenhuma parte do objeto cruza a fronteira. Esse ponto de vista pode considerar que o Sol está "na cúspide", mesmo quando o seu centro está a dois graus de distância do limite do sinal. Eles também podem chamar outros objetos (com muito menos de meio grau de diâmetro) de "na cúspide", apesar de nenhuma parte do objeto estar no sinal adjacente. A alegação deles é que a influência da cúspide fica mais fraca, mas não desaparece repentinamente à medida que o objeto se afasta da cúspide.